# Kijewnauczfilm
Kijewnauczfilm (ros. Киевнаучфильм, ukr. Київнаукфільм) – kijowskie studio filmowe działające w Ukraińskiej Socjalistycznej Republice Radzieckiej od 1941 roku. Po rozpadzie Związku Radzieckiego studio zostało zamknięte w 1993 i przemianowane na Filmotekę Narodową Ukrainy (ukr. Національна кінематека України (НКУ)).

## Wybrane filmy animowane
- 1965: Baśń o carewiczu i trzech doktorach
- 1966: Dlaczego kogut ma krótkie spodenki
- 1966: Niepokoje kogucika
- 1969: Straszny zwierz
- 1970: Jak Kozacy grali w piłkę nożną
- 1970: Kaczorek Tim
- 1972: Ząb
- 1973: Łowienie wzbronione
- 1974: Powiastka o białej krze
- 1975: Czego się czepiasz?
- 1976–1979: Przygody kapitana Załganowa
- 1977: Jak kotek z pieskiem umyli podłogę
- 1978: Pierwsza zima
- 1978: Jeżyk, niedźwiadek i gwiazdy
- 1981: Słoneczne ciasto
- 1981: Alicja w Krainie Czarów
- 1982: Alicja po drugiej stronie lustra
- 1982: Deszczyk
- 1984–1985: Doktor Ojboli
- 1985: Słoneczko i śnieżni ludkowie
- 1988: Wyspa skarbów